# Hänsel und Gretel: Hexenjäger
Hänsel und Gretel: Hexenjäger (Originaltitel Hansel & Gretel: Witch Hunters) ist ein amerikanisch-deutscher Fantasyfilm mit Horror- und Action-Elementen des Regisseurs Tommy Wirkola aus dem Jahr 2013. Der Film mit Jeremy Renner und Gemma Arterton in den Hauptrollen wurde von Paramount Pictures in 3D produziert.

## Handlung
Nachdem Hänsel und Gretel von ihren Eltern im Wald ausgesetzt wurden und die Hexe töteten, die sie gefangen genommen hatte, arbeiten sie in den folgenden 15 Jahren als Kopfgeldjäger und töten Hexen.
In Augsburg halten sie den Amtsrichter davon ab, eine Frau namens Mina, die der Hexerei beschuldigt wird, hinzurichten. Vom Bürgermeister der Stadt wurden sie angeheuert, eine Reihe verschwundener Kinder zu finden. Der Amtsrichter beauftragt einige Männer mit derselben Aufgabe, allerdings werden diese in der Nacht von der Oberhexe Muriel getötet. Nur einen lässt sie überleben und schickt ihn zurück in die Stadt, wo er zur Warnung explodiert.
Hänsel und Gretel gelingt es, eine Hexe gefangen zu nehmen und zu verhören. Dabei erfahren sie, dass die Hexen ein Ritual planen, wofür sie jeweils sechs Jungen und Mädchen benötigen, die in verschiedenen Monaten geboren sind. Da nur noch ein im Monat April geborenes Mädchen fehlt, begibt sich Hänsel zu dem einzigen in Frage kommenden Kind, kann dessen Entführung aber nicht verhindern. Er hält sich am Besen einer fliehenden Hexe fest, wird aber im Wald abgeschüttelt. Muriel befreit die gefangene Hexe und schlägt Gretel bewusstlos, die von einem Jungen namens Ben in Sicherheit gebracht wird. Hänsel wird am nächsten Morgen von Mina kopfüber in einem Baum hängend gefunden.
Gretel begibt sich in den Wald, um nach ihm zu suchen, wird jedoch vom Amtsrichter und seinen Männern angegriffen und misshandelt, die sie und ihren Bruder für die Geschehnisse verantwortlich machen. Ein Troll namens Eduard, der Handlanger von Muriel ist, weil Trolle Hexen dienen, greift ein und tötet Gretels Angreifer. In einer Hütte im Wald treffen die Geschwister wieder aufeinander und stellen fest, dass die Hütte nicht nur das Versteck einer Hexe ist, sondern auch ihrer beider Geburtshaus. Da trifft Muriel ein und erzählt, dass Adrianna, die Mutter der Geschwister, eine weiße (gute) Hexe war, und dass das Herz einer solchen weißen Hexe die letzte Zutat für das Ritual ist, mit dem die schwarzen Hexen sich immun gegen Feuer machen wollen. Da die Mutter jedoch zu mächtig war, wollten die Hexen Gretels Herz, weshalb der Vater die beiden Kinder im Wald verstecken wollte. Muriel sorgte aber durch die Verbreitung eines Gerüchts dafür, dass die Mutter verbrannt und der Vater vom Mob aufgehängt wurde. Als sie dies erfahren, attackieren Hänsel und Gretel die schwarze Hexe, unterliegen jedoch. Hänsel wird schwer verwundet und Gretel entführt.
Hänsel erwacht am nächsten Morgen und merkt, dass Mina ihn geheilt hat. Es stellt sich heraus, dass auch sie eine weiße Hexe ist. Zusammen mit Ben machen sie sich auf den Weg zur Versammlung der Hexen. Hänsel und Mina können mit ihren Schusswaffen die Hexen töten und mit Hilfe von Eduard Gretel und die entführten Kinder befreien. Muriel flüchtet, wird jedoch von Ben vom Besen geschossen. Hänsel, Mina und Ben verfolgen sie zu dem Hexenhaus, in dem Hänsel und Gretel als Kind gelandet waren. Im Kampf wird Mina von Muriel getötet, bevor diese von Hänsel und Gretel mit einer Schaufel enthauptet wird. Am Ende holen die beiden die Belohnung für die Rettung der Kinder ab und ziehen gemeinsam mit Ben und Eduard weiter, um anderswo schwarze Hexen zu jagen.

## Hintergrund
Während der Film in Russland am 17. Januar 2013 Premiere hatte, erfolgte der Kinostart im deutschsprachigen Raum am 28. Februar 2013.
Der Film wurde in Deutschland gedreht und nachbearbeitet. Drehorte waren dabei hauptsächlich die für die 3D-Aufnahmen aufwendig hergestellten Innen- und Außenkulissen im Filmstudio Babelsberg in der brandenburgischen Landeshauptstadt Potsdam sowie der Burgplatz in Braunschweig. Das Produktionsbudget betrug umgerechnet ca. 60 Millionen US-Dollar. Weltweit spielte der Film 225 Millionen US-Dollar ein.
Im Jahr 2013 wurden bundesweit 1.344.688 Besucher an den deutschen Kinokassen gezählt, womit der Film den 22. Platz der meistbesuchten Filme des Jahres belegte.
In Augsburg, in dessen Umgebung die Handlung des Films hauptsächlich stattfindet, wurden nach dem Dreißigjährigen Krieg im Zuge der Hexenverfolgung 17 angebliche Hexen, darunter zwei Kinder, getötet.

## Synchronisation
Die deutsche Synchronisation entstand nach einem Dialogbuch unter der Dialogregie von Erik Paulsen im Auftrag der Berliner Synchron AG Wenzel Lüdecke.
| Rolle                       | Darsteller/in                         | Synchronsprecher/in                  |
| --------------------------- | ------------------------------------- | ------------------------------------ |
| Hänsel                      | Jeremy Renner Cedric Eich             | Gerrit Schmidt-Foß Cedric Eich       |
| Gretel                      | Gemma Arterton Alea Sophia Boudodimos | Maria Koschny Alea Sophia Boudodimos |
| Muriel                      | Famke Janssen                         | Susanne von Medvey                   |
| Amtsrichter Berringer       | Peter Stormare                        | Detlef Bierstedt                     |
| Mina                        | Pihla Viitala                         | Dascha Lehmann                       |
| Ben                         | Thomas Mann                           | Ricardo Richter                      |
| Hexe                        | Zoë Bell                              |                                      |
| Bürgermeister Engelmann     | Rainer Bock                           | Frank Röth                           |
| Adrianna (Mutter)           | Kathrin Kühnel                        |                                      |
| Milchmann                   | Fritz Roth                            | Uwe Jellinek                         |
| gehörnte Hexe               | Ingrid Bolsø Berdal                   | Victoria Sturm                       |
| rothaarige Hexe             | Joanna Kulig                          | Angela Ringer                        |
| böse Hexe                   | Monique Ganderton                     | Heike Schroetter                     |
| Vater                       | Thomas Scharff                        | Dennis Schmidt-Foß                   |
| Eduard (Stimme)             | Robin Atkin Downes                    | Uli Krohm                            |
| Jackson                     | Bjørn Sundquist                       | Frank Ciazynski                      |
| Jonathan                    | Christian Rubeck                      | Andreas Müller                       |
| Söldner                     | Christian Rubeck                      | Andreas Müller                       |
| William                     | Jeppe Laursen                         | Olaf Reichmann                       |
| Verfolger                   | Stig Frode Henriksen                  | stumm                                |
| explodierender Dorfbewohner | Vegar Hoel                            | Axel Lutter                          |
| Wildhüter                   | Vegar Hoel                            | Axel Lutter                          |
| Deputy                      | Sebastian Hülk                        | Christoph Banken                     |
| Jugendlicher                | Lucas Mann                            | Constantin von Jascheroff            |
| Mary Behlmer                | Lucy Ella von Scheele                 | Derya Flechtner                      |
| Junge                       | N. N.                                 | Till Flechtner                       |

## Kritiken
Während der Film im deutschsprachigen Raum durchschnittliche bis hin zu guten Kritiken erhielt, fiel er bei Kritikern in den Vereinigten Staaten durch. Von 125 ausgewerteten Kritikern bei der Metaseite Rotten Tomatoes erhielt der Film lediglich 14 % positive Bewertungen. In der Internet Movie Database konnte er 6,1 von 10 Punkten erzielen.

„Ein tempo- und actionreicher Fantasy-Horrorfilm mit hohem Blutzoll und viel schwarzem Humor.“

„Hänsel und Gretel, deren traumatische Kindheitsgeschichte als Prolog einfallsreich, rasant und erstaunlich farbenfroh (als wäre der Lebkuchen des Knusperhäuschens mit LSD getränkt) inszeniert wurde, sind zu berühmten Hexenjägern in schwarzem Leder und mit coolen Waffen herangewachsen. […] Mit diesen beachtlichen Leistungen der Maskenbildner und Spezialisten für Spezialeffekte bietet der Film genügend Abwechslung, um für einige Zeit zu kaschieren, dass in ihm kaum etwas interessantes über seine Titelhelden erzählt wird.“

“Nothing makes a whole lot of sense in this incoherent movie, whose director’s philosophy seems to be: When in doubt, cut somebody’s head off.”

„Nichts in diesem inkohärenten Film ergibt viel Sinn, dessen Regisseur dachte sich wohl: Im Zweifelsfall schlagen wir einfach irgendjemandem den Kopf ab.“